# Мала Ціметбаум
Мала Ціметбаум (Malka Zimetbaum; 26 січня 1918 року, Бжесько, Польща — 15 вересня 1944 року, Аушвіц) — бельгійська перекладачка, польська єврейка за походженням, відома як перша утікачка з Аушвіцу.

## Початок життя та депортація
Мала Ціметбаум народилася в польському містечку Бжесько, була наймолодшою дитиною в родині з п'яти дітей Пінхаса Ціметбаума і Хаї Шмельцер. У 1928 році, коли Малі було десять, родина емігрувала з Польщі до Антверпена у Бельгії. У шкільні роки обдарована дівчина чудово зналася на математиці та мала здібності до вивчення мов. Проте була змушена покинути навчання у школі й влаштуватися працювати на алмазну полірувальну фабрику після того, як її батько втратив зір.
Малу Ціметбаум заарештували під час третього рейду в Антверпені 11-12 вересня 1942 року, звідки її відправили у транзитний табір Доссін у Мехелені. 15 вересня дівчину перевезли в Аушвіц, де після попередньої селекції ув'язнили у жіночому таборі в Біркенау.

## Життя в Аушвіці
Ціметбаум провела близько двох років у таборах Аушвіц-Біркенау як ув’язнена під номером 19880. Завдяки її знанню мов – нідерландської, французької, німецької, італійської, англійської та польської – її призначили на посаду перекладачки та кур’єрки. У книзі «Пропалі та врятовані» Прімо Леві, італійський письменник єврейського походження, який вижив в Аушвіці, розповідав, що дівчина мала певну свободу пересування, адже мала гарну, як вважалося, роботу.
Хоч Мала перебувала в порівняно привілейованому становищі, вона відігравала значну роль у підпіллі Аушвіцу і присвятила себе допомозі іншим ув’язненим. Леві пише, що Мала «була щедрою та сміливою, допомогла багатьом товаришам, і всі її любили». Вона просила, щоб людей посилали на легші роботи, якщо бачила, що вони не витримають важкої праці. Ціметбаум попереджала ув’язнених про селекції у лазаретах та заохочувала їх тікати задля порятунку. Вона викрадала на пошті фотографії, які присилали родичі в’язнів, і передавала їх адресатам, хоч мати фотографії у таборі було заборонено. Мала також діставала їжу та ліки для людей.
В Аушвіці у Мали був неєврейський коханий – поляк Едвард «Едек» Ґалінськи (нар. 5 жовтня 1923 року), який став одним із перших в’язнів Аушвіцу, куди його перевели з Тарнавської в’язниці у червні 1940 року як політичного злочинця. В таборі смерті він отримав один із перших номерів – 531.

## Втеча з Аушвіцу-Біркенау
Ґалінськи спершу планував втекти з табору зі своїм другом Веславом Келяром, автором та режисером, який вижив в Аушвіці й написав автобіографічну книгу «Anus Mundi: 5 років в Аушвіці». Ґалінськи перед ув’язненням був механіком, завдяки цій роботі він контактував із цивільними, які працювали навколо табору, і бував у жіночому таборі, де познайомився з Ціметбаум. План зазнав невдачі, коли Келяр загубив штани від форми солдата СС, необхідні для маскування їхньої втечі. Ґалінськи сказав другу, що він натомість втече із Ціметбаум і знайде спосіб переслати йому уніформу.
Леві пише: «Влітку 1944 року [Ціметбаум] вирішила втекти з Едеком, польським політичним в’язнем. Вона хотіла не лише здобути власну свободу, а також планувала задокументувати щоденні страти в Біркенау». Ціметбаум хотіла втекти, щоб поінформувати Антигітлерівську коаліцію, що відбувається в Аушвіці, та врятувати життя людей. Втеча планувалася на суботу 24 червня 1944 року, адже на вихідних у таборі було менше охорони. У намічений день парі вдалося втекти до найближчого містечка. Ґалінськи одягнув уніформу солдата СС, яку отримав від Едварда Любуша, а Мала дістала перепустку солдата СС і одягнулася як ув’язнена, яку ведуть на роботу. Їх зловили за два тижні, 6 липня 1944 року, в горах Живецькі Бескиди на словацькому кордоні. Едек ховався неподалік, коли Мала зайшла до магазину і спробувала купити хліба за золото, яке вони з Ґалінськи вкрали з табору. Німецький прикордонний патруль щось запідозрив і арештував Ціметбаум. Ґалінськи, який спостерігав за цим звіддалік, здався сам, бо вони з Малою заприсяглися не розлучатися.
Ціметбаум і Ґалінськи помістили в різні камери Блоку 11 для тортур і страт в Аушвіці, відомого під назвою «Бункер». Ґалінськи зрештою перевели в групову камеру з іншим ув’язненим. Едек вишкрябав їхні з Ціметбаум імена та табірні номери на стіні камери. Дружній охоронець допомагав їм обмінюватися записками. Іноді закохані пересвистувалися через коридор. Виходячи на прогулянку, Едек ставав біля вікна, де, як він думав, була камера Мали, і співав їй італійську арію.

## Страта
Едека Ґалінськи та Малу Ціметбаум доправили до Біркенау 15 вересня 1944 року. Їх засудили до одночасної публічної страти у чоловічому та жіночому таборах. Хлопець стрибнув у петлю перед тим, як зачитали вирок, але охоронці відтягнули його назад на платформу. Тоді Ґалінськи закричав: «Хай живе Польща!». Хтось насказав іншим в’язням зняти капелюхи з поваги до Ґалінськи, так вони і зробили, чим розлютили табірну охорону.
Тим часом Леві та ув’язнена Аушвіцу Рая Каґан свідчать, що Мала дістала бритву й біля підніжжя шибениці перерізала вену вздовж одного зі своїх зап’ястків. Про те, що відбулося потім, свідчення розходяться. Дехто переказував, що Мала пообіцяла, що їх скоро звільнять. Інші свідчили, що вона закликала в’язнів повстати, говорила, що варто ризикнути своїм життям заради свободи, і якщо вони помруть, намагаючись звільнитися, це краще, ніж їхнє теперішнє існування в таборі. Леві писав, що охоронець СС намагався забрати у неї лезо. Леві та Каґан свідчать, що Мала вдарила охоронця в обличчя заюшеною кров’ю рукою. Каґан стверджує, що Ціметбаум кричала охоронцеві: «Я помру героїнею, а ти здохнеш, як собака!». Леві свідчить, що на неї накинулися інші охоронці СС: ув’язнена єврейська жінка посміла кинути їм виклик. Інші свідки кажуть, що солдат СС зламав їй руку, а інші працівники табору накинулися на неї, повалили на землю й зав’язали рота.
Офіцерка СС Марія Мандель свідчила, що з Берліна прийшов наказ спалити Ціметбаум заживо у крематорії. Її поклали на візок й обрали кілька ув’язнених із передніх рядів спостерігачок, щоб доправити до найближчого крематорію. У книзі «Обіцянка сестер» Гізер Морріс однією з ув’язнених, яка відвозила Малу до крематорію, названо Лівію Меллер, яка підтверджує свідчення Леві, що Мала померла у візку від крововтрати. Інші кажуть, що вона мала при собі отруту і прийняла її до того, як її спалили заживо. В’язнів, змушених спалювати трупи, попередили про прибуття Ціметбаум, вони молилися і плакали, спалюючи її тіло. В’язні, які котили візок з Малою, повернулися до бараків і розповіли іншим, що сталося.
Попри різні версії подій під час публічної страти, всі свідчення сходяться на описі Ціметбаум як сміливої єврейської жінки, яку не зламало табірне життя.

## Свідчення про Малу
Інформація про Ціметбаум стала доступною після офіційного свідчення Каґан 8 червня 1961 року протягом 70 сесії суду над Адольфом Айхманом у Єрусалимі.
Після Другої світової війни мало відомо про членів родини Ціметбаум. Брати й сестри Мали – Ґітла, Мір’ям та Соломон Рабін – пережили Голокост. Також відомо, що Ґітла мігрувала до Гуаякілю в Еквадорі й померла там, її прямі нащадки знали про історію Мали Ціметбаум.  
На метеріалі історії Мали та Едека ізраїльський бард Даніель Клугер написав баладу "Справжня історія Ромео та Джульєтти".